# 日職聯百年計劃
日職聯百年計劃（日语：Jリーグ百年構想）是日職聯為推廣日本地區足球發展，以及擴大日職聯規模而提出的計劃，目的是令足球成為各地區的核心運動文化。

## 目的
1996年2月，百年計劃首次被提出，口號為「創造綠茵場上的運動」、「以足球作為核心運動，成立一個多元化的體育會，目的是提供一個令你能享受足球的環境，又能讓你終身學習。」、「為不同年代的人民提供一個交流體育的平台」。而計劃亦包括在各地區提供興建及保養草地球場的服務，令各地區人士以至是小學生都能有正規的足球場上訓練。此外，他們亦大量鼓勵學校開設體育會。讓人們不但可以踢足球，亦能參與其他體育運動。
2003年，日職聯方面起用了「球場先生」（Mr.ピッチ）作為吉祥物，協助相關人士推廣此計劃。

## 意義
- 在各城鎮的運動場都已經「草地化」，大大改善了訓練設施。
- 除了足球之外，設立體育會可以令人民玩其他運動。
- 從「觀看」到「參與」，讓人民不只於觀看比賽，亦能參與其中，增加了人們以不同形式參與體育運動的機會。

## 例子
- FC東京 - 排球部
- 東京綠茵 - 排球部、三項鐵人部
- 湘南比馬 - NPO公司-湘南比馬體育會、單車隊（與宮田單車會合作）
- 清水心跳 - 單車隊（與生形秀之合作）
- 磐田山葉 - 欖球部、賽車部（兩部的隊名為YAMAHA山葉，與YAMAHA合作）
- 新潟天鵝 - 籃球部、排球部、棒球部、專業啦啦隊、滑雪部、賽跑部、賽車部

## 百年計劃加盟球會
經過日職聯的大力推廣下，各地區已陸續有新球會加入日職聯體系。

## 合作夥伴
- 朝日新聞社 - 自2003年起擔任合作夥伴。2009年曾主辦「J聯盟百年構想 球場日」活動。 子公司朝日新聞出版發行了多部與J聯盟和足球相關的書籍及雜誌，並自2011年起負責出版J聯盟官方書籍（J聯盟年鑑、J聯盟官方粉絲指南）。 （年鑑於2014年停止由該公司發行，但書籍本身仍繼續出版。粉絲指南則於2012年停刊，自2013年起由J聯盟官方票務合作夥伴「ぴあ」發行實質上的替代品《J聯盟觀賽指南》）。

## 外部連結
- Jリーグ公式サイト・Jリーグ百年構想
- 百年旅行〜Jリーグのある風景〜